# Дюнкеркская ратуша
Дюнкеркская ратуша (фр. Hôtel de ville de Dunkerque) — здание в городе Дюнкерк.
Это не первая ратуша Дюнкерка в его истории. Первое строение датировано ещё 1233 годом. По приказу маршала Терма в 1558 году ратушу снесли. Через четыре года была открыта новая, но в 1642 году она сгорела, но открыта после реконструкции в 1644 году. В 1896 году здание обветшало и было снесено.
Новую мэрию решено было построить в Новом фламандском стиле по проекту Луи-Мари Кордоннье, известным по строительству Торгово-промышленной палаты Лилля. 30 мая 1897 года был заложен первый камень, а 17 сентября 1901 года состоялось торжественное открытие, на котором присутствовали президент Франции Эмиль Лубе и Николай II.
Здание пострадало от Мировых войн. Особенный урон был причинён бомбардировкой 27 мая 1940 года. После освобождения Франции началась реставрация. В 1955 году восстановленную ратушу открыл президент Рене Коти.
Фасад здания украшают шесть статуй значимых в истории города личностей.
В 1989 году ратуша была признана историческим памятником Франции. Также башня ратуши — одна из 56 беффруа Бельгии и Франции, входящих в список Всемирного наследия.